# Бирия
Бирия — лесной массив в Израиле.
Лес Бирия расположен в окрестностях города Цфат, в южной части Галилеи. Он был заложен в тридцатых и пятидесятых годах прошлого века. В значительной мере посажен при непосредственной поддержке Еврейского национального фонда «Керен Каемет ле-Исраэль».
В 1945—1946 годах в лесу группой религиозных поселенцев — членов отрядов Пальмах были основаны укрепленный пункт Бирия и поселение («квуца») Бирия, ставшие ареной борьбы с британскими властями (см. Birya affair).
Лес Бирия один из самых больших в Израиле, он занимает площадь более 21 000 дунамов (21 км²). В лесу растут иерусалимская сосна, сосна канарская, кипарисы, дубы, атласский кедр, испанский дрок и пр. Лес схож с другими искусственно насаженными лесами в Израиле: количество разных типов деревьев сильно ограничено, деревья растут, образуя практически прямые ряды.
Лес сильно пострадал во время Второй ливано-израильской войны 2006 года — около 5 % площади лесного массива выгорело в результате разрывов ракет.
Является популярным местом отдыха, в нем благоустроены пешеходные тропы, смотровые площадки, источники В крепости Бирия расположен краеведческий музей. Среди достопримечательностей леса - развалины древней синагоги и могилы иудейских праведников.